# Henri Padou (1898)
Henri Antoine Padou (Roubaix, 15 maggio 1898 – Wasquehal, 19 novembre 1981) è stato un nuotatore e pallanuotista francese, vincitore, come pallanuotista, di una medaglia d'oro all'olimpiade di Parigi 1924 ed una di bronzo a quella di Amsterdam 1928.
Come nuotatore ha partecipato ai Giochi di Anversa 1920 e di Parigi 1924, dove, in entrambe le manifestazioni, ha gareggiato nei 100m sl e la Staffetta 4x200 sl.
È il padre di Henri Padou.